# أليكسي ايفانوف (لاعب كرة قدم مواليد 1981)
أليكسي ايفانوف (الروسية: Иванов, Алексей Владимирович) هو لاعب كرة قدم روسي في مركز الوسط، ولد في 1 سبتمبر 1981 في ساراتوف في روسيا. لعب مع أنجي محج قلعة ولوخ إينيرجيا فلاديفوستوك وموردوفيا سارانسك ونادي خيمكي ونادي ساتورن رامنسكوي.

## وصلات خارجية
- أليكسي ايفانوف (لاعب كرة قدم مواليد 1981) على موقع قاعدة بيانات كرة القدم.إي يو (الإنجليزية)
- أليكسي ايفانوف (لاعب كرة قدم مواليد 1981) على موقع Soccerway.com (الإنجليزية)